# Erik Edholm
Erik Edholm, född 2 mars 1874 i Stockholm, död där 7 augusti 1956, var en svensk läkare.

## Biografi
Erik Edholm var son till Edvard och Lotten Edholm. Han blev student vid Karolinska Institutet i Stockholm 1892 samt 1899 medicine kandidat och 1903 medicine licentiat där. Efter förordnanden inom kirurgi och gynekologi blev han 1912 extra läkare vid kirurgiska avdelningen vid Sankt Eriks sjuk- och vårdhem, var 1924–1934 direktör för sjukhuset och 1927–1939 överläkare för dess kirurgiska avdelning. Edholm var även biträdande läkare vid barnsjukhuset Samariten. Edholm blev förste marinläkare 1920. Från 1918 var han sekreterare i Svenska militärläkareföreningens centralkommitté. Edholm företog flera utländska studieresor och var en av Stockholms mest anlitade kirurger.